# Laura Kjær
Laura Kjær (født 18. november 1996 i Odense) er en dansk skuespiller. Hun er medvirkende i blandt andet Når solen skinner (2016) og Lykke-Per (2018).

## Filmografi

### Film
| År   | Titel             | Rolle            | Noter |
| ---- | ----------------- | ---------------- | ----- |
| 2016 | Når solen skinner | Sarah            |       |
| 2018 | Lykke-Per         | KFUK-frivillig 2 |       |
| 2018 | Team Albert       | Ida              |       |

### TV-serier
| År        | Titel        | Rolle            | Noter |
| --------- | ------------ | ---------------- | ----- |
| 2019-2020 | Badehotellet | Nana             |       |
| 2020      | Sommerdahl   | Laura Sommerdahl |       |